# Nacistické ozbrojené a bezpečnostní sbory
Nacistické ozbrojené a bezpečnostní sbory se stejně jako ostatní skládaly z branné moci a policie. Měly však zvláštní strukturu.

## Členění
- SA (Sturmabteilung, úderné oddělení) – hnědé košile. Jejich velitelem byl Ernst Röhm. 30. června 1934 bylo v Noci dlouhých nožů vedení SA zlikvidováno a SA přestaly hrát významnější roli. Od roku 1939 SA cvičila domobranu.
- SS (Schutzstaffel, ochranné oddíly) – černé uniformy. Založeny Adolfem Hitlerem v dubnu 1925. V roce 1929, když měly 300 členů, se jejich velitelem stal Reichsführer Heinrich Himmler. Jeho zástupcem byl Reinhard Heydrich. V roce 1933 již měly 50 000 členů. Od roku 1934 přestaly být součástí SA. V roce 1939 měly 250 000 členů.
  - Allgemeine SS (všeobecné SS)
    - Reichssicherheitshauptamt (RSHA, hlavní říšský bezpečnostní úřad) – jeho vedoucím byl Reinhard Heydrich, po jeho smrti Ernst Kaltenbrunner.
      - Ordnungspolizei (Orpo; pořádková policie)
      - Sicherheitspolizei (Sipo; bezpečnostní policie)
        - Kriminalpolizei (Kripo; kriminální policie)
        - gestapo (Geheime Staatspolizei, tajná státní policie) – politická policie, jejímž velitelem byl Gruppenführer Heinrich Müller.

      - Sicherheitsdienst (SD; bezpečnostní služba) – civilní rozvědka a kontrarozvědka
      - Einsatzgruppen = jednotky k nasazení neboli útvary, které se plně podílely na „řešení židovské otázky“

  - Waffen-SS (ozbrojené SS)
    - Leibstandarte – osobní stráž Adolfa Hitlera
    - SS-Totenkopfverbände (svazy smrtihlava) – dozorci koncentračních táborů
    - Verfügungstruppen (dispoziční jednotky) – 39 elitních vojenských divizí
- Wehrmacht – branná moc, nahradila Reichswehr
  - Heer – pozemní vojsko
  - Luftwaffe – letectvo, obnoveno 26. února 1935
  - Kriegsmarine – námořnictvo, nástupce Reichsmarine od 1. června 1935
  - Abwehr – vojenská rozvědka a kontrarozvědka. Jejím velitelem byl admirál Wilhelm Canaris od roku 1935 až do roku 1944, kdy SD prošetřovalo napojení Abwehru na západní Spojence.
- Volkssturm (domobrana)
- Werwolf (guerrilla na vyklizených územích), lidé plně oddaní nacismu, kteří měli plnit různé úkoly v týlu nepřítele a vést boj i po válce.